# Pa del Pamano
Pa del Pamano és un tipus de pa negre de blat de xeixa tradicional de la Vall d'Àssua, al Pallars Sobirà, durant l'ocupació franquista de Catalunya i el franquisme, en situacions d'aïllament. Aquest tipus de blat és apte per cultivar-lo en zones d'orografia difícil cosa que permetia que tradicionalment es conreés a les comarques de la plana de Lleida i del Pirineu. El pa es compon per un 80% de glúcids, un 10% de proteïna de fibra, un 2% de lípids i la resta de calci, ferro i vitamines B equitativament.
A finals del 2010, es va recuperar l'elaboració d'aquest pa per iniciativa de Slow Food Terres de Lleida, gràcies 
a la recuperació d'aquesta varietat de blat a patir d'un banc de llavors del sòl. Segons el president de Slow Food Joan Inglada, "és un pa d'autosuficiència, d'aïllament i de llarga durada, i que té unes propietats nutricionals 'de primer nivell'".